# Južnoameričko prvenstvo u nogometu – Čile 2015.
Natjecanje za Copu Américu 2015. godine održalo se u Čileu.

## Gradovi domaćini
- Antofagasta
- La Serena
- Viña del Mar
- Santiago
- Valparaíso
- Rancagua
- Concepción
- Temuco

## Završnica
| 4. srpnja 2015. |             |           |                                     |
| Čile            | 0 : 0 (4:1) | Argentina | Estadio Nacional de Chile, Santiago |
|                 |             |           | Estadio Nacional de Chile, Santiago |

| Pobjednici Južnoameričkog nogometnog prvenstva 2015. |
| ČILE Prvi naslov                                     |

## Vanjske poveznice
- Službena stranica (šp.)
- Conmebol website

### Ostali projekti
|  | Zajednički poslužitelj ima još gradiva o temi Copa América 2015 |